# Hitchcockella baronii
Hitchcockella baronii är en gräsart som beskrevs av Aimée Antoinette Camus. Hitchcockella baronii ingår i släktet Hitchcockella och familjen gräs. Inga underarter finns listade i Catalogue of Life.